# Temporada da LEB Ouro de 2021-22
A Temporada da LEB Ouro de 2021–22 foi a 26.ª edição da competição de secundária do basquetebol masculino da Espanha segundo sua pirâmide estrutural. É organizada pela Federação Espanhola de Basquete, sendo sua primeira liga. A liga credencia ao seu campeão da temporada regular e ao vencedor do final four (fase final que engloba semifinais e final) vagas para disputar a próxima temporada da Liga ACB.

## Clubes Participantes
| Clube                              | Cidade                | Arena                          |
| ---------------------------------- | --------------------- | ------------------------------ |
| Acunsa Gipuzkoa                    | Guipúscoa             | Arena San Sebastián            |
| Bàsquet Girona                     | Girona                | Pavelló Girona-Fontajau        |
| CB Prat                            | El Prat de Llobregat  | Pavelló Joan Busquets          |
| Cáceres Patrimonio de la Humanidad | Cáceres               | Multiusos Ciudad de Cáceres    |
| CB Almansa Afanion                 | Almansa               | Pavilhão Desportivo de Almansa |
| Coviran Granada                    | Granada               | Palacio de Deportes de Granada |
| HLA Alicante                       | Alicante              | Pavilhão Pedro Ferrandíz       |
| ICG Força Lleida                   | Lleida                | Pavelló Barris Nord            |
| Juaristi ISB                       | Azpeitia              | Polideportivo Azpetia          |
| Leyma Coruña                       | A Coruña              | Pazo dos Deportes de Riazor    |
| Liberbank Oviedo Baloncesto        | Oviedo                | Polideportivo de Pumarín       |
| Melilla Sport Capital              | Melilla               | Pabellón Javier Imbroda Ortiz  |
| Movistar Estudiantes               | Madrid                | Wizink Center                  |
| Palencia Baloncesto                | Palencia              | Pabellón Municipal             |
| Palmer Alma Mediterrànea Palma     | Palma                 | Son Moix                       |
| Penãs Huesca                       | Huesca                | Palacio Municipal de Huesca    |
| Real Valladolid Baloncesto         | Valladolid            | Pisuerga                       |
| TAU Castelló                       | Castellón de la Plana | Pabellón Ciutat de Castelló    |

## Formato
A competição é disputada por dezenove equipes divididas em dois grupos, A e B, sendo que dentro desse grupo eles se enfrentam em modo "todos contra todos". As cinco equipes melhor classificadas nestes grupos formarão o Grupo de classificação onde estes dez jogarão em jogos de "ida e volta". O campeão deste Grupo de Classificação adquire direito esportivo de disputar a Liga ACB na próxima temporada. No Grupo de Descenso os quatro piores colocados sofrem o rebaixamento para a LEB Prata.

## Temporada Regular

### Tabela de Classificação
| Pos. | Clube                              | P  | Jogos | Jogos | Jogos | Pontos | Pontos | Classificação                |
| Pos. | Clube                              | P  | J     | V     | D     | P+     | P-     |                              |
| ---- | ---------------------------------- | -- | ----- | ----- | ----- | ------ | ------ | ---------------------------- |
| 1    | Coviran Granada                    | 34 | 26    | 8     | 2755  | 2427   | 60     | Promovido à Liga ACB         |
| 2    | Movistar Estudiantes               | 34 | 25    | 9     | 2691  | 2384   | 59     | Playoffs                     |
| 3    | ICG Força Lleida                   | 34 | 22    | 12    | 2757  | 2711   | 56     | Playoffs                     |
| 4    | Bàsquet Girona                     | 34 | 21    | 13    | 2675  | 2488   | 55     | Playoffs                     |
| 5    | Zunder Palencia                    | 34 | 20    | 14    | 2642  | 2579   | 54     | Playoffs                     |
| 6    | Unicaja Oviedo                     | 34 | 19    | 15    | 2610  | 2568   | 53     | Playoffs                     |
| 7    | Leyma Coruña                       | 34 | 19    | 15    | 2738  | 2591   | 53     | Playoffs                     |
| 8    | Cáceres Patrimonio de la Humanidad | 34 | 19    | 15    | 2607  | 2704   | 53     | Playoffs                     |
| 9    | UEMC Real Valladolid Baloncesto    | 34 | 18    | 16    | 2600  | 2601   | 52     | Playoffs                     |
| 10   | TAU Castelló                       | 34 | 17    | 17    | 2703  | 2713   | 51     |                              |
| 11   | Acunsa Gipuzkoa                    | 34 | 17    | 17    | 2609  | 2622   | 51     |                              |
| 12   | HLA Alicante                       | 34 | 16    | 18    | 2672  | 2632   | 50     |                              |
| 13   | Melilla Sport Capital              | 34 | 14    | 20    | 2559  | 2668   | 48     |                              |
| 14   | CB Almansa Afanion                 | 34 | 13    | 21    | 2704  | 2830   | 47     |                              |
| 15   | Juaristi ISB                       | 34 | 13    | 21    | 2616  | 2721   | 47     |                              |
| 15   | CB Prat                            | 34 | 12    | 22    | 2615  | 2680   | 46     | Rebaixados para a Liga Prata |
| 17   | Palmer Alma Mediterrànea Palma     | 34 | 10    | 24    | 2669  | 2813   | 44     | Rebaixados para a Liga Prata |
| 18   | Levitec Huesca La Magia            | 34 | 5     | 29    | 2382  | 2872   | 39     | Rebaixados para a Liga Prata |

### Calendário Temporada Regular
| Casa\Visitante                     | ACU    | GIR   | CBP   | CAC    | ALM    | COV   | ALI   | LLE   | IRA   | COR    | OVI   | MEL    | EST   | PAL    | PAM    | PEN    | VAL   | CAS    |
| ---------------------------------- | ------ | ----- | ----- | ------ | ------ | ----- | ----- | ----- | ----- | ------ | ----- | ------ | ----- | ------ | ------ | ------ | ----- | ------ |
| Acunsa Gipuzkoa                    |        | 85-81 | 70-63 | 74-76  | 101-78 | 50-76 | 72-68 | 73-81 | 80-70 | 62-49  | 79-77 | 61-67  | 54-72 | 68-74  | 92-65  | 95-68  | 85-71 | 69-77  |
| Bàsquet Girona                     | 91-88  |       | 82-63 | 86-80  | 74-86  | 55-66 | 75-94 | 97-80 | 85-73 | 68-80  | 99-74 | 78-71  | 70-68 | 89-72  | 98-77  | 89-47  | 70-73 | 66-61  |
| CB Prat                            | 70-81  | 85-89 |       | 72-80  | 85-88  | 64-68 | 89-77 | 72-82 | 96-78 | 83-79  | 62-91 | 97-81  | 80-79 | 72-76  | 78-98  | 96-60  | 68-75 | 84-88  |
| Cáceres Patrimonio de la Humanidad | 68-67  | 62-59 | 70-64 |        | 95-89  | 88-86 | 78-65 | 78-74 | 79-69 | 78-74  | 75-99 | 79-75  | 62-71 | 70-87  | 102-97 | 90-83  | 86-80 | 77-68  |
| CB Almansa Afanion                 | 76-105 | 87-93 | 75-90 | 93-69  |        | 72-82 | 72-73 | 78-90 | 89-73 | 83-79  | 72-83 | 89-70  | 68-84 | 80-87  | 80-87  | 87-80  | 76-80 | 94-65  |
| Coviran Granada                    | 71-75  | 83-72 | 89-75 | 80-86  | 102-60 |       | 67-53 | 94-84 | 84-68 | 79-88  | 96-68 | 98-70  | 69-58 | 93-57  | 78-62  | 101-70 | 89-75 | 86-66  |
| HLA Alicante                       | 87-91  | 67-75 | 73-63 | 89-58  | 95-94  | 78-83 |       | 84-82 | 87-70 | 66-79  | 96-97 | 75-78  | 75-98 | 97-89  | 97-89  | 84-61  | 57-78 | 87-71  |
| ICG Força Lleida                   | 96-84  | 86-65 | 89-80 | 95-84  | 76-77  | 78-69 | 69-67 |       | 69-81 | 84-83  | 67-56 | 83-73  | 81-75 | 82-81  | 89-82  | 100-81 | 75-71 | 80-71  |
| Juaristi ISB                       | 75-66  | 63-70 | 77-72 | 53-75  | 89-84  | 74-62 | 85-69 | 86-91 |       | 89-82  | 88-80 | 67-77  | 88-72 | 88-85  | 101-80 | 89-56  | 59-82 | 75-85  |
| Leyma Coruña                       | 92-62  | 72-96 | 82-61 | 74-55  | 79-95  | 77-85 | 75-61 | 88-63 | 95-87 |        | 61-83 | 95-69  | 87-68 | 76-70  | 76-70  | 83-65  | 80-81 | 78-74  |
| Unicaja Oviedo                     | 89-76  | 46-80 | 77-65 | 87-75  | 85-63  | 80-76 | 54-77 | 89-85 | 79-73 | 67-60  |       | 81-79  | 67-75 | 68-53  | 68-53  | 91-73  | 88-71 | 70-85  |
| Melilla Sport Capital              | 71-79  | 92-68 | 77-71 | 75-67  | 69-84  | 89-77 | 79-93 | 74-60 | 84-67 | 72-80  | 79-78 |        | 63-76 | 88-75  | 82-89  | 62-74  | 60-79 | 58-75  |
| Movistar Estudiantes               | 87-65  | 88-80 | 73-72 | 83-76  | 69-84  | 68-70 | 94-88 | 98-73 | 89-75 | 72-80  | 79-78 | 76-66  |       | 68-63  | 105-71 | 70-59  | 81-60 | 100-69 |
| Easycharger Palencia               | 85-73  | 62-73 | 74-83 | 78-69  | 68-57  | 80-83 | 83-89 | 62-63 | 84-72 | 80-67  | 76-80 | 84-77  | 66-62 |        | 76-74  | 72-55  | 68-64 | 80-79  |
| Palmer Alma Mediterrànea Palma     | 85-67  | 78-73 | 73-76 | 87-92  | 82-94  | 77-87 | 79-90 | 98-90 | 81-65 | 91-88  | 74-69 | 61-69  | 70-73 | 82-86  |        | 86-61  | 74-83 | 70-71  |
| Levitec Huesca La Magia            | 85-68  | 50-85 | 80-89 | 61-68  | 72-83  | 60-71 | 70-85 | 86-84 | 74-89 | 75-86  | 73-68 | 92-100 | 49-83 | 73-103 | 83-65  |        | 82-89 | 93-94  |
| UEMC Real Valladolid Baloncesto    | 89-99  | 57-77 | 71-95 | 92-75  | 84-70  | 78-82 | 83-82 | 78-64 | 86-77 | 78-100 | 81-73 | 68-72  | 62-66 | 69-78  | 71-64  | 82-69  |       | 82-77  |
| TAU Castelló                       | 92-93  | 72-67 | 78-80 | 104-84 | 81-66  | 69-73 | 69-73 | 95-98 | 92-83 | 80-85  | 82-74 | 92-91  | 66-78 | 84-82  | 103-98 | 85-62  | 83-77 |        |

## Playoffs

### Quartas de final
| Time 1               | Série | Time 2                             | 1º Jogo | 2º Jogo | 3º Jogo | 4º Jogo | 5º Jogo |
| -------------------- | ----- | ---------------------------------- | ------- | ------- | ------- | ------- | ------- |
| Movistar Estudiantes | 3 - 1 | UEMC Real Valladolid Baloncesto    | 64 - 60 | 73 - 58 | 54 - 67 | 85 - 59 | -       |
| Zunder Palencia      | 3 - 0 | Unicaja Oviedo                     | 76 - 71 | 83 - 70 | 75 - 67 | -       | -       |
| ICG Força Lleida     | 3 - 2 | Cáceres Patrimonio de la Humanidad | 87 - 79 | 98 - 75 | 71 - 86 | 73 - 79 | 79 - 70 |
| Bàsquet Girona       | 3 - 0 | Leyma Coruña                       | 74 - 66 | 92 - 62 | 85 - 76 | -       | -       |

## Final Four
Disputado nos mesmos moldes do Final Four da Euroliga, o Final Four da LEB Ouro 2022 está programado para ser disputado no Pavelló Girona-Fontajau em Girona, Catalunha, nos dias 18 e 19 de junho. A equipe do Bàsquet Girona conta seu "filho ilustre", Marc Gasol, na luta pelo acesso para a elite espanhola.

### Semifinal
| Time 1               | Placar  | Time 2          |
| -------------------- | ------- | --------------- |
| Movistar Estudiantes | 89 - 62 | Zunder Palencia |
| ICG Força Lleida     | 68 - 77 | Bàsquet Girona  |

### Final
| Time 1               | Placar  | Time 2         |
| -------------------- | ------- | -------------- |
| Movistar Estudiantes | 60 - 66 | Bàsquet Girona |

## Promoção e rebaixamento
- Coviran Granada[5], Bàsquet Girona[6]

- Club Bàsquet Prat [7], Palmer Alma Mediterrànea Palma[8], Levitec Huesca La Magia [9]

## Copa Princesa de Astúrias 2022
Em partida única disputada em Madrid, enfrentaram-se os dois primeiros colocados na tabela na metade da temporada regular. O troféu é realizado em homenagem à Leonor, Princesa das Astúrias, herdeira ao trono da Espanha.
| 03 de fevereiro de 2022 12:30 UTC+0 | relatório | Movistar Estudiantes                         | 73–72 | Coviran Granada |  | Wizink Center, Madrid |  |
| 03 de fevereiro de 2022 12:30 UTC+0 | relatório | Placar por quarto: 23-10, 21-16, 9-26, 20-20 |       |                 |  | Wizink Center, Madrid |  |

### Premiação
| Copa Princesa de Astúrias 2022 |
| ------------------------------ |
| Movistar Estudiantes 1º Título |

## Artigos relacionados
- Liga Endesa
- Seleção Espanhola de Basquetebol